# Marcelo Filippini
Marcelo Filippini (Montevideo, 4 agosto 1967) è un ex tennista uruguaiano.

## Carriera
Ottenne il suo best ranking in singolare il 6 agosto 1990 con la 30ª posizione mentre nel doppio divenne il 31 luglio 1989, il 44º del ranking ATP.
In carriera, in singolare ha conquistato la vittoria finale in cinque tornei del circuito ATP e sette del circuito Challenger. Il suo primo successo è stato ottenuto allo Swedish Open nel 1988, dove superò in tre set l'italiano Francesco Cancellotti. In altre cinque occasioni è riuscito a raggiungere la finale uscendone però sconfitto. Nel 1999, partendo dalle qualificazioni, ha raggiunto i quarti di finale dell'Open di Francia dove venne sconfitto in tre rapidi set dallo statunitense Andre Agassi, futuro vincitore del torneo parigino.
In doppio ha vinto tre tornei ATP in carriera, due dei quali in coppia con il brasiliano Luiz Mattar. Tutti i suoi successi sia in singolare che in doppio sono avvenuti su terra battuta.
Ha fatto parte della squadra uruguaiana di Coppa Davis dal 1985 al 2001 con un bilancio finale di 42 vittorie e 36 sconfitte. Detiene il record nella squadra per il maggior numero di presenze, di vittorie totali e di vittorie in singolare.

## Statistiche

### Singolare

#### Vittorie (5)
| Legenda                                                      |
| Grande Slam (0)                                              |
| ATP Tour World Championships / Tennis Masters Cup (0)        |
| ATP Super 9 / Tennis Masters Series (0)                      |
| ATP Championships Series / ATP International Series Gold (0) |
| ATP World Series / ATP International Series (5)              |

| N. | Data           | Torneo                                              | Superficie  | Avversario in finale  | Punteggio     |
| 1. | 11 luglio 1988 | Swedish Open, Båstad                                | Terra rossa | Francesco Cancellotti | 2-6, 6-4, 6-4 |
| 2. | 7 agosto 1989  | ATP Praga, Praga                                    | Terra rossa | Horst Skoff           | 7-5, 7-6      |
| 3. | 6 giugno 1994  | ATP Firenze, Firenze                                | Terra rossa | Richard Fromberg      | 3-6, 6-3, 6-3 |
| 4. | 28 aprile 1997 | Verizon Tennis Challenge, Atlanta                   | Terra verde | Jason Stoltenberg     | 7–6(2), 6-4   |
| 5. | 19 maggio 1997 | Internationaler Raiffeisen Grand Prix, Sankt Pölten | Terra rossa | Patrick Rafter        | 7–6(2), 6-2   |

### Tornei minori

#### Singolare

##### Vittorie (5)
| Legenda tornei minori |
| Challenger (7)        |
| Futures (0)           |

| N. | Data              | Torneo                                        | Superficie  | Avversario in finale | Punteggio |
| 1. | 3 agosto 1987     | Aberto de São Paulo, San Paolo                | Terra rossa | José Daher           | 6-2, 7-6  |
| 2. | 20 giugno 1988    | Clermont-Ferrand Challenger, Clermont-Ferrand | Terra rossa | Marcelo Ingaramo     | 6-2, 7-6  |
| 3. | 27 novembre 1989  | Brasilia Challenger, Brasilia                 | Cemento     | Tim Wilkison         | 6-2, 6-4  |
| 4. | 2 luglio 1990     | Salou Challenger, Salou                       | Terra rossa | Jimmy Arias          | 6-3, 6-1  |
| 5. | 16 settembre 1991 | Bucharest Challenger, Bucarest                | Terra rossa | Gabriel Markus       | 6-3, 6-4  |
| 6. | 9 marzo 1992      | Tunis Challenger, Tunisi                      | Terra rossa | José Francisco Altur | 6-4, 6-2  |
| 7. | 7 ottobre 1996    | Ciutat de Barcelona, Barcellona               | Terra rossa | Dominik Hrbatý       | 6-4, 6-4  |

##### Sconfitte in finale (5)
| N. | Data              | Torneo                           | Superficie  | Avversario in finale | Punteggio        |
| 1. | 19 settembre 1988 | Kim Top Line, Bari               | Terra rossa | Thomas Muster        | 6-2, 1-6, 5-7    |
| 2. | 5 novembre 1990   | ATP Itaparica, Itaparica         | Cemento     | Mats Wilander        | 6-7, 5-7         |
| 3. | 29 aprile 1991    | Madrid Tennis Grand Prix, Madrid | Terra rossa | Jordi Arrese         | 2-6, 4-6         |
| 4. | 22 maggio 1995    | ATP Bologna Outdoor, Bologna     | Terra rossa | Marcelo Ríos         | 2-6, 4-6         |
| 5. | 15 aprile 1996    | Bermuda Open, Bermuda            | Terra rossa | MaliVai Washington   | 7–6(6), 4-6, 5-7 |

#### Doppio

##### Vittorie (3)
| Legenda                                                      |
| Grande Slam (0)                                              |
| ATP Tour World Championships / Tennis Masters Cup (0)        |
| ATP Super 9 / Tennis Masters Series (0)                      |
| ATP Championships Series / ATP International Series Gold (0) |
| ATP World Series / ATP International Series (3)              |

| N. | Data              | Torneo                                        | Superficie  | Compagno        | Avversari in finale                | Punteggio     |
| 1. | 26 settembre 1988 | Campionati Internazionali di Sicilia, Palermo | Terra rossa | Carlos Di Laura | Alberto Mancini Christian Miniussi | 6-3, 7-5      |
| 2. | 8 giugno 1992     | ATP Firenze, Firenze                          | Terra rossa | Luiz Mattar     | Royce Deppe Brent Haygarth         | 6-4, 6-7, 6-4 |
| 3. | 31 ottobre 1994   | ATP Montevideo, Montevideo                    | Terra rossa | Luiz Mattar     | Sergio Casal Emilio Sánchez        | 7-6, 6-4      |

##### Sconfitte in finale (3)
| Legenda tornei minori |
| Challenger (3)        |
| Futures (0)           |

| N. | Data             | Torneo                                    | Superficie  | Compagno             | Avversari in finale              | Punteggio     |
| 1. | 30 novembre 1987 | Aberto de São Paulo, San Paolo            | Terra rossa | Daniel Montes De Oca | Javier Frana Gustavo Guerrero    | 7-5, 4-6, 6-1 |
| 2. | 7 febbraio 1994  | Punta del Este Challenger, Punta del Este | Terra rossa | Diego Pérez          | Luis Lobo Christian Miniussi     | 6-7, 7-6, 7-6 |
| 3. | 1º febbraio 1999 | Punta del Este Challenger, Punta del Este | Terra rossa | Lucas Arnold Ker     | Paulo Carvallo Gonzalo Rodriguez | 6-1, 6-4      |

#### Sconfitte in finale (2)
| Numero | Data           | Torneo             | Superficie  | Compagno        | Avversari in finale            | Punteggio |
| 1.     | 16 aprile 1990 | ATP Nizza, Nizza   | Terra rossa | Horst Skoff     | Alberto Mancini Yannick Noah   | Walkover  |
| 2.     | 5 ottobre 1992 | Athens Open, Atene | Terra rossa | Mark Koevermans | Tomás Carbonell Francisco Roig | 3-6, 4-6  |